# Kleinkromsdorf
Kleinkromsdorf ist ein Ortsteil der Landgemeinde Ilmtal-Weinstraße im Landkreis Weimarer Land in Thüringen.

## Lage
Kleinkromsdorf (jetzt Kromsdorf-Süd) liegt östlich von Tiefurt in der Nähe der Ilm. Die Grenze zu Großkromsdorf (jetzt Kromsdorf-Nord) ist die Ilmbrücke am Sportplatz.

## Geschichte
Die Ersterwähnung von Kleinkromsdorf ist von Großkromsdorf zu trennen. 1382 wird erstmals Kromsdorf kleyne genannt. Wolfgang Kahl fand 1378. 1512 erscheint der Name wieder. Im Mittelalter befand sich hier das Kloster Weimar. Kleinkromsdorf ist an der Ilmfurt entstanden und war ein Sackgassendorf. Einer der Besitzer war Johann Maximilian Albrecht von Laßberg. Dessen Tochter war Christiane Henriette Sophie von Laßberg.
Am 1. Juli 1950 wurden die Gemeinden Großkromsdorf und Kleinkromsdorf zu einer neuen Gemeinde Kromsdorf zusammengeschlossen, die wiederum zum 1. Januar 2019 nach Ilmtal-Weinstraße eingemeindet wurde.
Kleinkromsdorf ist um ein Neubaugebiet ab 1991 erweitert worden und mit Großkromsdorf zusammengewachsen.

## Persönlichkeiten
- Johann Christian Stark der Jüngere (* 1769 in Kleinkromsdorf; † 1837 in Jena), Mediziner, Geheimer Hofrat, Leibarzt und Hochschullehrer in Jena